# Szalajka
Szalajka – potok w Górach Bukowych.

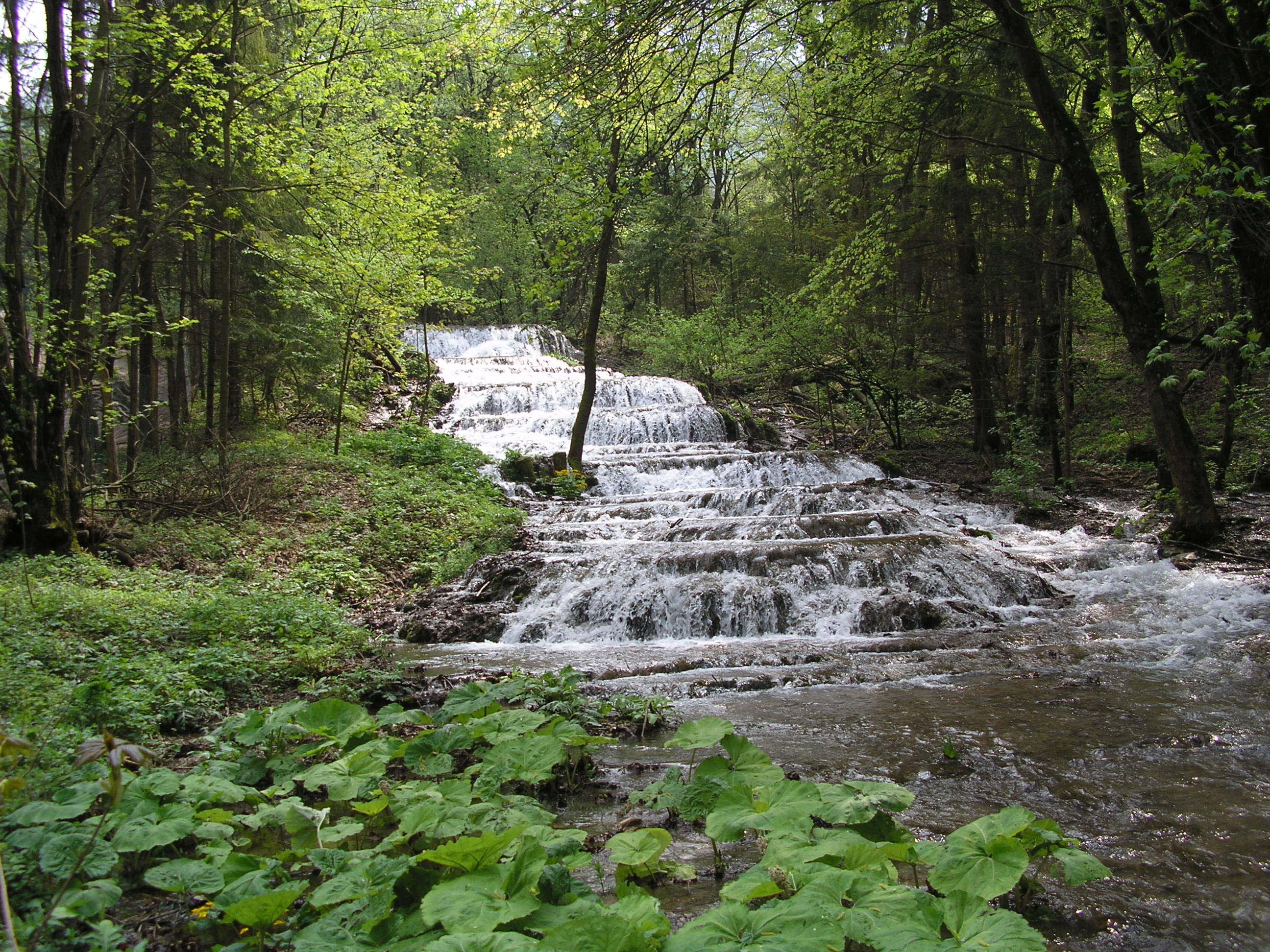
Wodospad Fátyol-vízesés

Swój początek bierze z podziemnych wód w systemu jaskiniowego. Na powierzchnię wypływa z jaskini pod szczytem Istallós-kő (najwyższy szczyt Gór Bukowych). Zasilany wodą z innych źródeł, m.in. Sziklaforrás. W trakcie swojego biegu tworzy wodospad o nazwie Welon (Fátyol-vízesés). U wrót doliny Szalajka wpływa do wsi Szilvásvárad.
O popularności turystycznej doliny Szalajka świadczy utworzenie tam muzeum leśnictwa oraz leśnej kolejki wąskotorowej.